# 雷氏中間真條鰍
雷氏中間真條鰍（學名：Mesonoemacheilus remadeviae）為輻鰭魚綱鯉形目條鰍科中間真條鰍屬的其中一種，分布於亞洲印度喀拉拉邦Kunthi河流域，體長可達5.9公分，棲息在河川底層水域，生活習性不明。

## 扩展阅读
維基物種上的相關：雷氏中間真條鰍